# 阪鶴鉄道
阪鶴鉄道（）は、尼崎から福知山を経て舞鶴を結んでいた鉄道路線、およびその路線を運行していた鉄道会社である。

## 概要
尼ヶ崎（後の尼崎港） - 池田（現在の川西池田近傍）間で営業していた摂津鉄道に出資していた小西業茂（小西新右衛門）らが大阪財界人と結んで、軍港として発展が見込め、日本海側の主要都市の一つであった舞鶴と大阪を結ぶ鉄道を計画。1893年（明治26年）8月に大阪 - 神崎 - 池田 - 三田 - 福知山 - 舞鶴間の鉄道敷設免許を出願。12月には福知山 - 和田山 - 八鹿間の支線敷設免許も出願した。1895年（明治28年）、正式に会社組織として設立、本社は大阪市北区曾根崎に置かれた。しかし、同じく舞鶴への鉄道敷設を競っていた京都鉄道に京都 - 綾部 - 舞鶴間の仮免許が下りたため、阪鶴鉄道には福知山 - 舞鶴間は下りなかった。また、神崎（現JR尼崎） - 大阪間も、官鉄線と並行しているという理由で仮免許が下りなかった。その結果、仮免許を得たのは神崎 - 福知山間だけであった。1897年（明治30年）2月に摂津鉄道を合併し、12月に池田－宝塚間が開業。1898年（明治31年）6月に塚口 - 官鉄線神崎間が開業し、9月に官鉄線に乗り入れて大阪まで直通運行。1899年（明治32年）には宝塚以北が1月に三田、3月に篠山（現在の篠山口駅）、5月に柏原と順次延伸され、7月に福知山南口（のちに廃止）まで開通した。この頃本社を伊丹町（現伊丹市）、次いで登記上の本社を川西市寺畑村8番地の1に移転。
ところが、阪鶴鉄道が接続するはずの京都鉄道は保津峡区間の難工事で資金不足に陥り、園部 - 舞鶴間が開業していなかった。このため阪鶴鉄道は1899年（明治32年）12月に改めて福知山 - 八田 - 舞鶴および宮津間の鉄道敷設を申請したが、却下された。このため阪鶴鉄道は宮津まで由良川による舟運を計画する。1901年（明治34年）12月（諸説あり）に福知山南駅より人力車を使い蛇ヶ端（じゃがはな）乗船場まで行き、そこから川船で河守まで、さらに由良までは「由良汽船」を設立し、第一由良川丸と第二由良川丸を建造し、輸送。舞鶴方面は途中の藤津から、宮津方面は由良よりそれぞれ人力車で連絡した。
1901年（明治34年）10月1日には海軍舞鶴鎮守府が開庁するが、京都鉄道による舞鶴延伸が望めないことから1902年（明治35年）4月に免許は取消となり、政府が官設鉄道として敷設することとなった。1904年（明治37年）11月に新舞鶴 - 福知山間が開通すると、あわせて阪鶴鉄道も福知山南口 - 福知山間を開通させ、官鉄線福知山 - 新舞鶴間を借り受け、ついに大阪 - 舞鶴間の直通運行が実現した。そして、
丹波・若狭地方との連絡のため、舞鶴より宮津、境、小浜などへの鉄道連絡船の運営を開始した。
なお、神崎 - 大阪間の将来の輸送量の増加を予想し、支線として池田 - 大阪間の鉄道敷設免許を受けた。
1907年（明治40年）8月1日に、鉄道国有法により帝国鉄道庁に尼ヶ崎 - 福知山間の営業を譲渡して庁線となり、JR福知山線の原型となった。また、池田 - 大阪間の鉄道敷設免許は国有化直前に失効したが、計画は阪急電鉄の前身である箕面有馬電気軌道に継承され、阪急宝塚本線の原型となった。
東京都品川区の東品川公園には、アメリカ合衆国のピッツバーグ・ロコモーティブ・アンド・カー・ワークス社から輸入され、阪鶴鉄道12、13として使われていた機関車が保存されている。

## 歴史
- 1893年（明治26年）
  - 8月1日 - 阪鶴鉄道鉄道敷設免許出願[11]

京都鉄道・阪鶴鉄道路線図（1907年7月31日）

  - 12月12日 - 摂津鉄道運輸開業（尼崎-伊丹間、伊丹-小戸村間）[12][13]
- 1894年（明治27年）7月 - 鉄道敷設仮免状下付（官設鉄道神崎停車場-天田郡福知山町間 発起人総代住友吉左衛門）[14]
- 1895年（明治28年）10月18日 - 創業総会。土居通夫[15]が社長に選出[16]
- 1896年（明治29年）4月30日 - 阪鶴鉄道に対し鉄道敷設免許状下付（官設鉄道神崎停車場-京都鉄道福知山停車場間）[17]
- 1897年（明治30年）
  - 2月16日 - 摂津鉄道鉄道敷設権を阪鶴鉄道に譲渡[18][19][20]。資本金24万円の摂津鉄道に対し31万3673円で買収[21]
  - 12月27日 - 運輸開業（池田-宝塚間）[22]
- 1898年（明治31年）
  - 1月 - 赤帽を配置[23]
  - 6月8日 - 運輸開業（宝塚-有馬口間、神崎-塚口間）[24]
  - 9月1日 - 大阪-有馬口間直通列車運転開始[25]
- 1899年（明治32年）
  - 1月25日 - 運輸開業（有馬口-三田間）[26]
  - 3月25日 - 運輸開業（篠山-三田間）及び有馬口駅を生瀬駅に改称[27]
  - 5月25日 - 運輸開業（篠山-柏原間）[28]
  - 5月25日 - ボギー客車使用開始[23]
  - 7月15日 - 運輸開業（柏原-福知山南口間）[29]
  - 7月17日 - 大阪-福知山間直通列車運転開始[25]
- 1900年（明治33年）
  - 2月 - 列車ボーイを乗車（後廃止）[23]
  - 5月15日 - 京都-福知山間直通列車運転開始[25]
  - 9月14日 - 鉄道敷設免許状下付（川辺郡川西村-官設鉄道大阪停車場）[30]
- 1901年（明治34年）
  - 4月1日 - 池田停車場移転[31]
  - 10月10日 - 松茸狩列車運転開始（大阪-藍本間）[23][32]
  - 11月4日 - 観楓列車運転開始[23]
  - 12月 - 由良汽船を設立し福知山-由良間の運航を開始。舞鶴との連絡を図る
- 1903年（明治36年）
  - 4月30日 - 池田駅-中山駅間に4月30日より7月31日まで花畑仮停車場設置[33]
  - 11月1日 - 福知山南口駅を福知駅に改称[34]
  - 12月5日 - 客車スチームヒータ使用開始[23]
- 1904年（明治37年）
  - 11月3日 - 運輸開始（福地-福知山間）、官設鉄道舞鶴線（福知山-新舞鶴間）[35]
  - 11月24日 - 航路開設（舞鶴-宮津間）[36][23]
- 1905年（明治38年）
  - 2月18日 - 列車給仕を乗車[23]
  - 4月 - 航路開設（舞鶴-境間）[36]
  - 4月5日 - 鉄道敷設免許失効（川西-大阪間）[37]
  - 4月15日 - 天橋立遊覧切符発売[23][20]
  - 7月13日 - 運輸開始（塚口-尼崎間、貨物運輸）。長洲、大物両停車場廃止[38]
- 1906年（明治39年）
  - 1月27日 - 鉄道敷設仮免許状下付（官設鉄道大阪停車場-川辺郡川西村間）[39]
  - 7月1日 - 航路開設（舞鶴-小浜間）[36][40]
- 1907年（明治40年）
  - 1月16日 - 鉄道敷設仮免許状返納を株主総会で決議[41]
  - 8月1日 - 国有化

## 路線・駅一覧
神崎－福知山（67.0M≒107.83km）
（官設鉄道大阪駅まで直通運転 - ）神崎駅 - 塚口駅 - 伊丹駅 - 池田駅 - 中山駅 - 宝塚駅 - 生瀬駅 - 武田尾駅 - 道場駅 - 三田駅 - 広野駅 - 相野駅 - 藍本駅 - 古市駅 - 篠山駅 - 大山駅 - 下滝駅 - 谷川駅 - 柏原駅 - 石生駅 - 黒井駅 - 市島駅 - 竹田駅 - 福知駅 - 福知山駅（ - 官設鉄道新舞鶴駅まで直通運転）
塚口－尼ヶ崎（2.9M≒4.67km・貨物線）
塚口駅 - 尼ヶ崎駅

## 役員
- 土居通夫 初代社長 1896年（明治28年）10月10日就任[20]
- 南清 第2代社長 1897年（明治30年）4月23日就任[20]在職中に死亡
- 田艇吉 第3代社長 1904年（明治37年）10月15日就任[20]
- 小林一三 国有化時監査役
- 速水太郎 取締役

## 輸送・収支実績
| 年度 | 乗客（人） | 貨物量（トン） | 営業収入（円） | 営業費（円） | 益金（円） |
| ---- | ---------- | -------------- | -------------- | ------------ | ---------- |
| 1896 | 88,321     | 1,379          | 8,502          | 4,445        | 4,057      |
| 1897 | 1,029,048  | 37,171         | 79,048         | 38,942       | 40,106     |
| 1898 | 1,114,617  | 92,503         | 153,833        | 70,048       | 83,785     |
| 1899 | 1,510,983  | 113,174        | 355,527        | 220,573      | 134,954    |
| 1900 | 1,502,301  | 136,291        | 481,919        | 245,928      | 235,991    |
| 1901 | 1,382,704  | 125,171        | 506,306        | 215,950      | 290,356    |
| 1902 | 1,320,849  | 132,687        | 497,035        | 229,118      | 267,917    |
| 1903 | 1,340,376  | 160,832        | 538,801        | 230,420      | 308,381    |
| 1904 | 1,329,399  | 184,754        | 536,452        | 244,227      | 292,225    |
| 1905 | 1,791,933  | 237,764        | 670,813        | 311,834      | 358,979    |
| 1906 | 2,002,295  | 327,860        | 783,575        | 362,041      | 421,534    |
| 1907 | 796,381    | 117,404        | 337,507        | 178,707      | 158,800    |

- 「国有及私設鉄道運輸延哩程累年表」「国有及私設鉄道営業収支累年表」『鉄道局年報』明治40年度（国立国会図書館デジタルコレクション）より

## 車両
国有鉄道に引継がれた車両は機関車17両、客車44両、貨車265両である

### 蒸気機関車（762mm軌間）
Nos. 1 - 4
摂津鉄道からの譲受車。1893年瑞SLM製・車軸配置0-6-0 (C) タンク機
改軌まで使用後、3, 4は関西採炭松浦炭坑に譲渡。1両は、佐世保鉄道14を経て鉄道省ケ215となる。

### 蒸気機関車（1,067mm軌間）

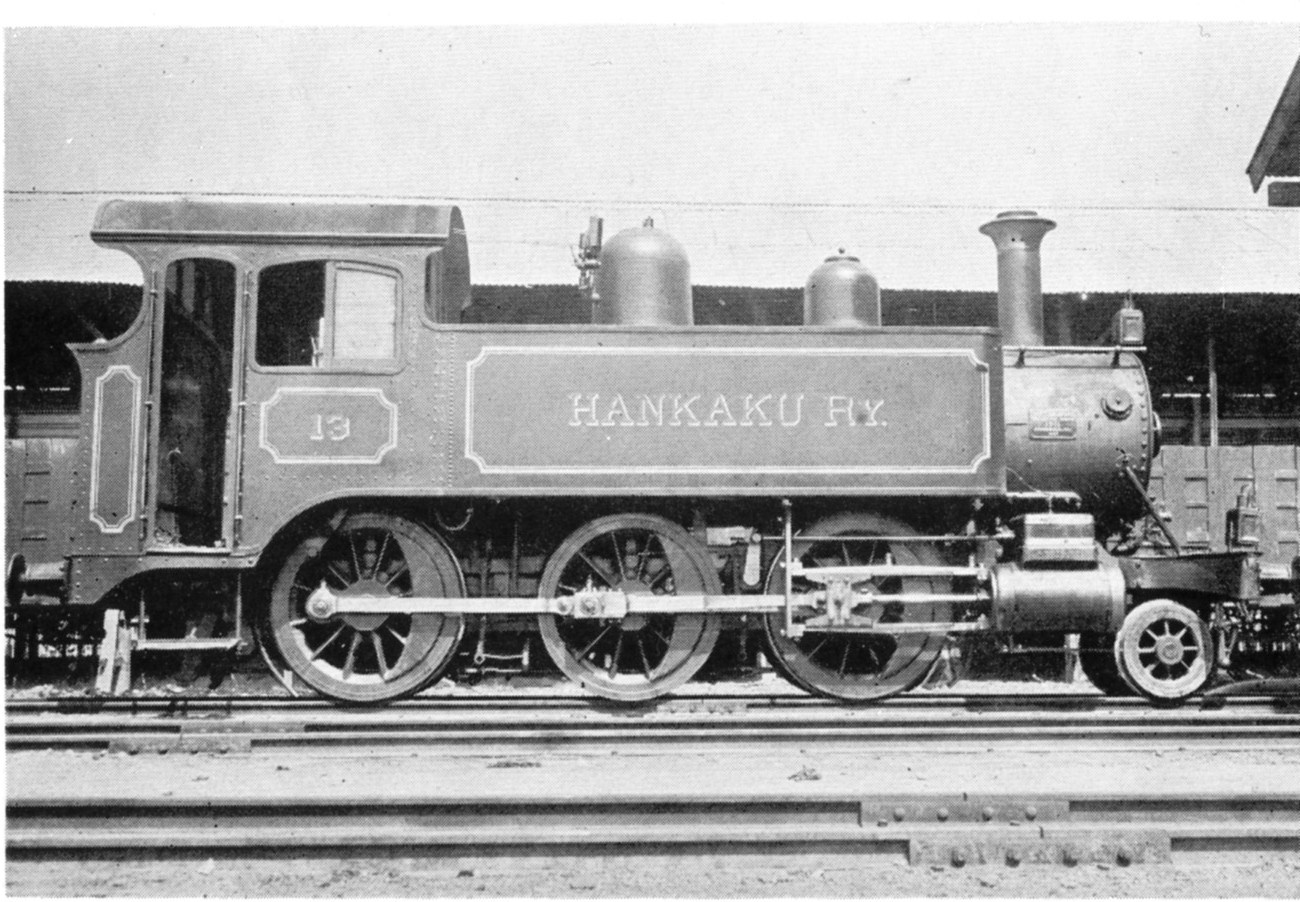
13

A1形 Nos. 1 - 3
1897年米ピッツバーグ社製・車軸配置0-6-0 (C) タンク機
1, 3は1904年、高野鉄道に譲渡。3は庄川水力電気専用線、新宮鉄道を経て国有化、1255形 1255となる。2は国有化後1350形 1350
A2形 Nox. 4, 5
1897年独クラウス社製・車軸配置0-6-0 (C) タンク機→鉄道院1400形 1419, 1420
A3形 Nos. 6, 7
1898年米ブルックス社製・車軸配置2-6-2 (1C1) タンク機→3450形 3450, 3451
A4形 Nos. 8 - 10
1898年米ブルックス社製・車軸配置4-4-0 (2B) テンダ機→5860形 5860-5862
11
1897年英ナスミス・ウィルソン社製・車軸配置0-6-0 (C) タンク機
河陽鉄道の注文流れ。1902年日本鉄道に譲渡。国有化後1100形 1105
A5形 Nos. 12, 13
1897年米ピッツバーグ社製・車軸配置2-6-0 (1C) タンク機
伊賀鉄道の注文流れ。→2850形 2850, 2851
A6形 Nos. 14, 15
1899年独ハノーバー社製・車軸配置0-6-0 (C) タンク機
金辺鉄道の注文流れ。→2040形 2040, 2041
A7形 Nos. 1, 3（2代）
1897年米ブルックス社製・車軸配置2-6-2 (1C1) タンク機
1904年、高野鉄道から譲受→鉄道院3350形 3350, 3351
A8形 Nos. 16 - 18
1906年米アルコ社（スケネクタディ工場）製・車軸配置2-6-0 (1C) テンダ機→8300形 8300-8302

### 客車（1,067mm軌間）
木製2軸車
- 5-8　4両　福岡、日車製　定員一等14人二等16人　国有化後イロ352-355（形式352） 一二等車　形式図
- 1.2.4-12　11両　福岡、日車製　定員50人　国有化後フハ3373-3383（形式3373） 三等車（手用制動機附）　形式図
- 1　1両　日車製　定員13人　国有化後ハユ3476（形式3476） 三等郵便車　形式図廊下付
- 1　1両　日車製　定員13人　国有化後ハユニ3525（形式3525） 三等郵便手荷物緩急車　形式図
- 1-4　4両　福岡、日車製　定員25人　国有化後ハニ3691-3694（形式3691） 三等手荷物緩急車　形式図
- 2　1両　福岡製　国有化後ユニ3971（形式3971） 郵便手荷物緩急車　形式図廊下付

木製ボギー車
- 1-4、9　5両　池田、福岡、日車製　定員一等18人二等40人　国有化後ホイロ5310-5314（形式5310） 一二等車　形式図
- 13-20　8両　池田、福岡、日車製　定員100人　国有化後ホハ6740-6747（形式6740） 三等車　形式図
- 21.22　2両　福岡製　定員100人　国有化後ホハ6750.6751（形式6750） 三等車　形式図中央の大扉は後年の形式図にはない
- 3-5　3両　池田、福岡、日車製　定員40人　国有化後ホハユニ8240-8242（形式8240） 三等郵便手荷物緩急車　形式図　廊下付き
- 5-8　4両　池田、福岡、日車製　定員50人　国有化後ホハユニ8400-8403（形式8400） 三等手荷物緩急車車　形式図

製造所は池田は阪鶴鉄道会社池田工場、福岡は大阪福岡工場、日車は日本車輌製造
リンク先は国立国会図書館デジタルコレクションの『客車略図 上 下巻』

### 貨車（1,067mm軌間）
- 1-46 山陽鉄道、阪鶴鉄道、朝日商社製 有蓋貨車 鉄道院ワ7626形（7626-7669・9733・9734）
- 47-81・83-112 汽車製造、阪鶴鉄道製 有蓋貨車 鉄道院ワ7670形（7670・7671・15288-15349）
- 113-154 阪鶴鉄道製 有蓋貨車 鉄道院ワ7670形（7672-7712・15350）
- 82 不明製 有蓋貨車 鉄道院ワ7670形（9735）
- 1-8 阪鶴鉄道、汽車製造、朝日商社製 有蓋緩急車 鉄道院ワフ3276形（3276-3282・3481）
- 9-13 梅鉢鉄工場製 有蓋緩急車 鉄道院ワフ3283形（3283-3287）
- 14-16 阪鶴鉄道製 有蓋緩急車 鉄道院ワフ3283形（3288-3290）
- 17-21 阪鶴鉄道製 有蓋緩急車 鉄道院ワフ3291形（3291-3295）
- 1-7 阪鶴鉄道製 家畜車 鉄道院カ536形（536-542）
- 1・2 阪鶴鉄道製 魚運車 鉄道院ウ351形（351・352）
- 22-34・36-41 汽車製造製 無蓋貨車 鉄道院ト9998形（15882-15900）
- 35・42-51 汽車製造、朝日商社、阪鶴鉄道製 無蓋貨車 鉄道院ト9998形（9998-10008）
- 52-61 阪鶴鉄道製 無蓋貨車 鉄道院ト10009形（10009-10018）
- 1-21 阪鶴鉄道、朝日商社、山陽鉄道製 土運車 鉄道院ツ2214形（2214-2234）
- 1-20 山陽鉄道、朝日商社製 材木車 鉄道院チ601形（601-620）

『貨車略図』明治四十四年、鉄道院（復刻鉄道史資料保存会1990年）

### 車両数の推移
| 年度 | 機関車 | 客車 | 貨車 |
| ---- | ------ | ---- | ---- |
| 1896 | 4      | 20   | 20   |
| 1897 | 4      | 22   | 43   |
| 1898 | 11     | 22   | 92   |
| 1899 | 13     | 40   | 162  |
| 1900 | 13     | 44   | 163  |
| 1901 | 14     | 44   | 200  |
| 1902 | 14     | 44   | 200  |
| 1903 | 14     | 44   | 205  |
| 1904 | 14     | 44   | 205  |
| 1905 | 14     | 44   | 238  |
| 1906 | 17     | 44   | 255  |

- 「私設鉄道現況累年表」『鉄道局年報』明治40年度（国立国会図書館デジタルコレクション）より

## 船舶
橋立丸
木造（58トン）、1904年（明治37年）大阪鉄工所製、船舶番号9210、52人乗り。舞鶴-宮津間の航路開始に用意されたが小型でありしばしば欠航した
第二橋立丸
木造（170トン）、1906年（明治39年）製、船舶番号10152、舞鶴-小浜間の航路開始に用意された
阪鶴丸
鋼体（760トン）、1906年（明治39年）大阪鉄工所製、船舶番号10154、1905年（明治38年）4月より開設した舞鶴-境間用。竣功するまでは他より客船をチャータしていた。また、定期的に米子町の深浦にも寄港していた。
第二阪鶴丸
阪鶴鉄道より大阪鉄工所に発注されたが竣功時には国有化されていた

## 関連文献
- 田中敦「「阪鶴鉄道唱歌」について」『地域史研究』第2010巻第110号、尼崎市立歴史博物館、2010年、44-62頁、doi:10.51055/chiikishikenkyu.2010.110_44。